# Cassi Sever
Cassi Sever (en llatí Cassius Severus) va ser un orador i escriptor satíric romà del temps d'August i Tiberi. Va néixer cap a la meitat del segle i aC a Longula al Latium, de família humil.
Es va destacar pels seus atacs a la noblesa romana. L'any 9 aC va acusar Gai Noni Asprenes (amic d'August) d'enverinament i Asprenes va ser defensat per Asini Pol·lió. Cap al final del regnat d'August va ser desterrat, segurament l'any 8, a l'illa de Creta pels seus versos contra distingits homes i dones de Roma, i com que va seguir la seva activitat, Tiberi li va confiscar la seva propietat l'any 24, i el va enviar desterrat a l'illa de Sèrifos on va morir pobre després de 25 anys d'exili entre les dues illes potser l'any 33. Va introduir un nou estil oratori que obriria el tercer estil d'oradors romans (el primer representat per Cató, el segon per Ciceró i el tercer per aquest Cassi Sever). Les seves obres van serprohibides sota Tiberi però permeses després per Calígula.